# Respuesta inmune
La respuesta inmunitaria, respuesta inmune o inmunorrespuesta es una reacción que ocurre dentro de un organismo con el propósito de defenderse de invasores extraños. Estos invasores incluyen una amplia variedad de microorganismos diferentes, incluidos virus, bacterias, parásitos y hongos, que podrían causar problemas graves a la salud del organismo huésped si no se eliminan del cuerpo. Hay dos aspectos distintos de la respuesta inmunitaria, el innato y el adaptativo, que trabajan juntos para proteger contra los patógenos. Se sabe que la rama innata, la primera reacción del cuerpo a un invasor, es una respuesta rápida e inespecífica a cualquier tipo de patógeno. Los componentes de la respuesta inmunitaria innata incluyen barreras físicas como la piel y las membranas mucosas, células inmunes como neutrófilos, macrófagos y monocitos, y factores solubles que incluyen citocinas y complemento. Por otro lado, la rama adaptativa es la respuesta inmunitaria del cuerpo que se atiende contra antígenos específicos y, por lo tanto, lleva más tiempo activar los componentes involucrados. La rama adaptativa incluye células como células dendríticas, células T y linfocitos B, así como anticuerpos (las inmunoglobulinas), que interactúan directamente con el antígeno y son un componente muy importante para una respuesta fuerte contra un invasor.
El primer contacto que tiene un organismo con un antígeno particular dará como resultado la producción de células efectoras T y B, que son células activadas que se defienden del patógeno. La producción de estas células efectoras como resultado de la primera exposición se denomina respuesta inmunitaria primaria. Las células T de memoria y células B de memoria también se producen en el caso de que el mismo patógeno ingrese nuevamente al organismo. Si el organismo se vuelve a exponer al mismo patógeno, se activará una respuesta inmunitaria secundaria y el sistema inmunitario podrá responder de manera rápida y fuerte debido a las células de memoria de la primera exposición. Las vacunas introducen un microorganismo debilitado, muerto o fragmentado para provocar una respuesta inmunitaria primaria. Esto es para que en el caso de que ocurra una exposición al patógeno real, el cuerpo puede confiar en la respuesta inmunitaria secundaria para defenderse rápidamente contra él.

## Innata

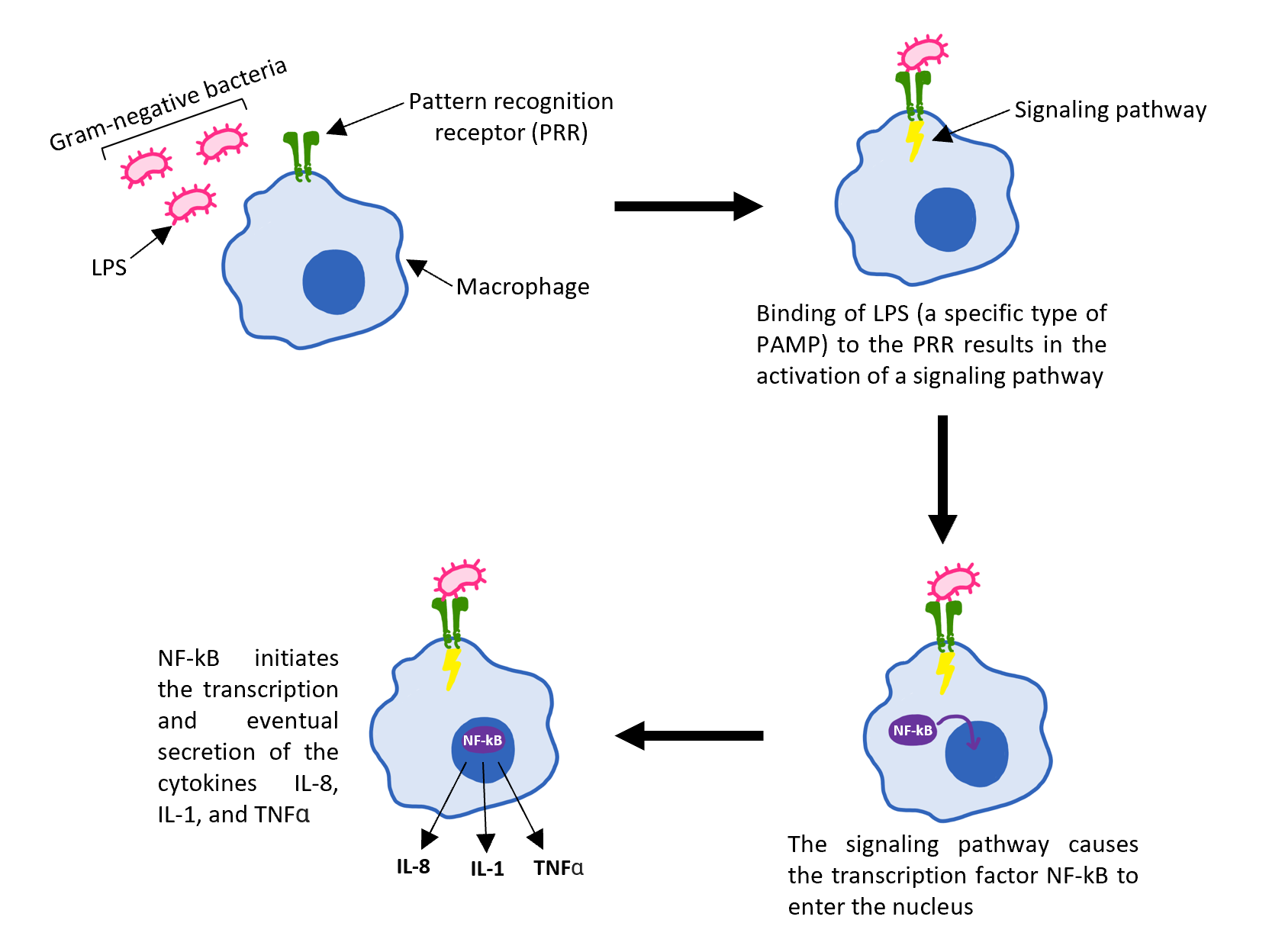
Respuesta inmunitaria innata a una invasión de bacterias gramnegativas

La respuesta inmunitaria innata es la primera respuesta de un organismo a los invasores extraños; se conserva evolutivamente en muchas especies diferentes y todos los organismos multicelulares tienen algún tipo de variación de una respuesta innata. El sistema inmunitario innato consta de barreras físicas como la piel y las membranas mucosas, varios tipos de células como neutrófilos, macrófagos y monocitos, y factores solubles que incluyen citocinas y complemento. A diferencia de la respuesta inmunitaria adaptativa, la respuesta innata no es específica de ningún invasor extraño y, como resultado, trabaja rápidamente para eliminar los patógenos del cuerpo.
Los patógenos se reconocen y detectan mediante receptores de reconocimiento de patrones (PRR). Estos receptores son estructuras en la superficie de los macrófagos que son capaces de unirse a invasores extraños y así iniciar la señalización celular dentro de la célula inmunitaria. Específicamente, los PRR identifican patrones moleculares asociados a patógenos (PAMP) que son componentes estructurales integrales de los patógenos. Los ejemplos de PAMP incluyen la pared celular de peptidoglicano o LPS, los cuales son componentes esenciales de las bacterias y, por lo tanto, se conservan evolutivamente en muchas especies bacterianas diferentes.
Cuando un patógeno extraño pasa por alto las barreras físicas y entra en un organismo, los PRR en los macrófagos reconocerán y se unirán a PAMP específicos. Esta unión da como resultado la activación de una vía de señalización que permite que el factor de transcripción NF-κB entre en el núcleo del macrófago e inicie la transcripción y eventual secreción de varias citocinas como Il-8, Il-1 y TNFα. La liberación de estas citocinas es necesaria para la entrada de neutrófilos de los vasos sanguíneos al tejido infectado. Una vez que los neutrófilos ingresan al tejido, como los macrófagos, pueden fagocitar y matar cualquier patógeno o microbio.
El complemento, otro componente del sistema inmunitario innato, consta de tres vías que se activan de distintas formas. La vía clásica se desencadena cuando IgG o IgM se unen a su antígeno diana en la membrana celular del patógeno o en un anticuerpo unido al antígeno. La vía alternativa es activada por superficies extrañas como virus, hongos, bacterias, parásitos, etc., y es capaz de autoactivarse debido al "tickover" de C3. La vía de la lectina se activa cuando la lectina de unión a manosa (MBL) o ficolina, también conocida como receptores de reconocimiento de patrones específicos, se unen a patrones moleculares asociados a patógenos en la superficie de microorganismos invasores como levaduras, bacterias, parásitos y virus. Cada una de las tres vías asegura que el complemento seguirá siendo funcional si: una vía deja de funcionar o un invasor puede evadir una de estas vías. Aunque las vías se activan de manera diferente, la función general del sistema del complemento es opsonizar los patógenos e inducir una serie de respuestas inflamatorias que ayudan a combatir la infección.

## Adaptativa

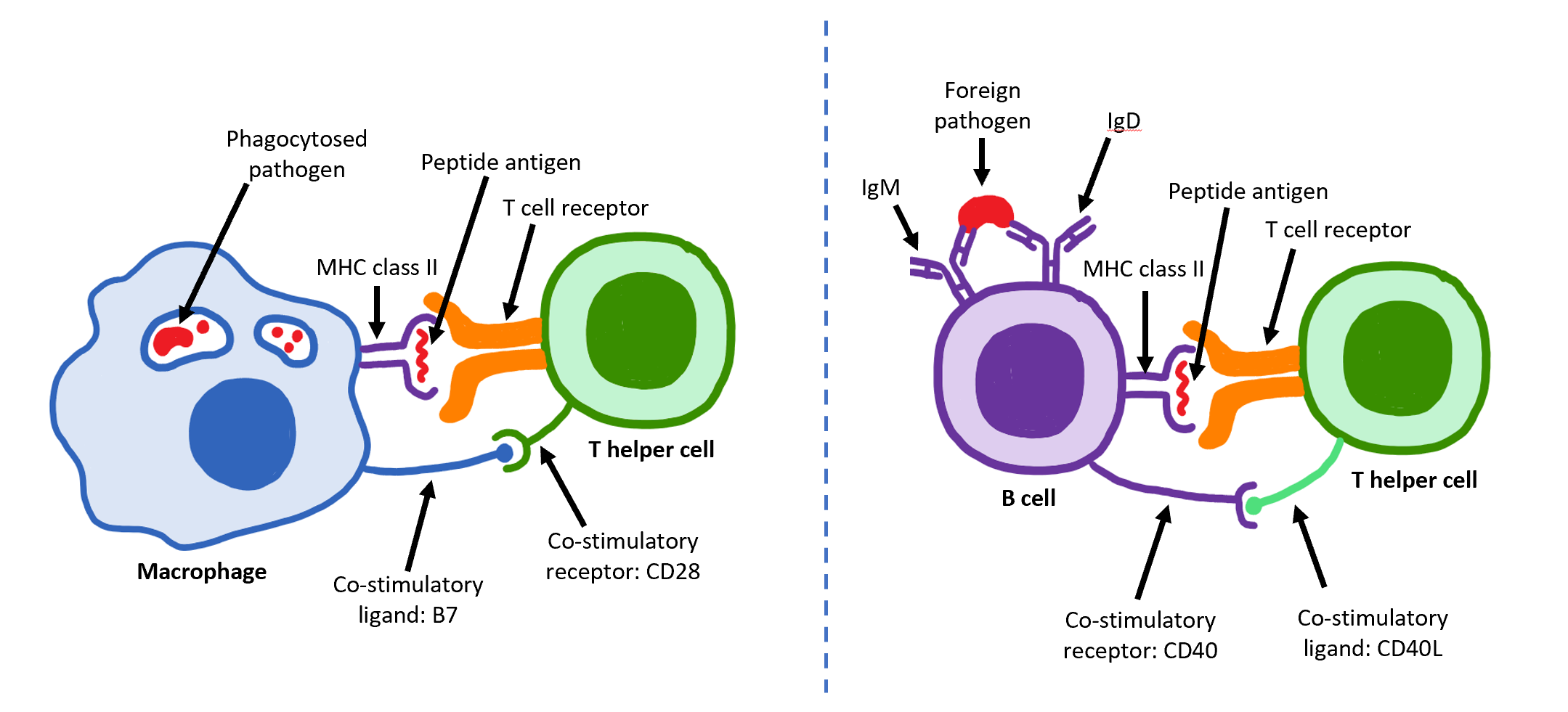
Presentación del péptido MHC junto con unión coestimuladora de ligando/receptor

La respuesta inmunitaria adaptativa es la segunda línea de defensa del cuerpo. Las células del sistema inmunitario adaptativo son extremadamente específicas porque durante las primeras etapas del desarrollo, las células B y T desarrollan receptores de antígenos que son específicos solo para ciertos antígenos. Esto es extremadamente importante para la activación de las células B y T. Las células B y T son células extremadamente peligrosas, y si pueden atacar sin someterse a un proceso riguroso de activación, una célula B o T defectuosa puede comenzar a exterminar las propias células sanas del huésped. La activación de las células T colaboradoras ingenuas se produce cuando las células presentadoras de antígeno (APC) presentan antígeno extraño a través de moléculas MHC de clase II en su superficie celular. Estas APC incluyen células dendríticas, células B y macrófagos que están especialmente equipados no solo con MHC de clase II sino también con ligandos coestimuladores que son reconocidos por receptores coestimuladores en las células T colaboradoras. Sin las moléculas coestimuladoras, la respuesta inmunitaria adaptativa sería ineficaz y las células T se volverían anérgicas. Los APC profesionales pueden activar varios subgrupos de células T, y cada célula T está especialmente equipada para hacer frente a cada patógeno microbiano único. El tipo de célula T activada y el tipo de respuesta generada depende, en parte, del contexto en el que la APC encontró por primera vez el antígeno. Una vez que se activan las células T auxiliares, pueden activar las células B vírgenes en el ganglio linfático. Sin embargo, la activación de las células B es un proceso de dos pasos. En primer lugar, los receptores de células B, que son solo anticuerpos IgM e IgD específicos de la célula B en particular, deben unirse al antígeno que luego da como resultado un procesamiento interno para que se presente en las moléculas MHC de clase II de la célula B. Una vez que esto sucede, una célula T colaboradora que es capaz de identificar el antígeno unido al MHC interactúa con su molécula coestimuladora y activa la célula B. Como resultado, la célula B se convierte en una célula plasmática que secreta anticuerpos que actúan como opsonina contra los invasores.
La especificidad en la rama adaptativa se debe al hecho de que cada célula B y T es diferente. Por lo tanto, existe una comunidad diversa de células listas para reconocer y atacar a una amplia gama de invasores. La compensación, sin embargo, es que la respuesta inmunitaria adaptativa es mucho más lenta que la respuesta innata del cuerpo porque sus células son extremadamente específicas y se requiere activación antes de que pueda actuar realmente. Además de la especificidad, la respuesta inmunitaria adaptativa también se conoce por la memoria inmunológica. Después de encontrar un antígeno, el sistema inmunitario produce células T y B de memoria que permiten una respuesta inmunitaria más rápida y robusta en el caso de que el organismo vuelva a encontrar el mismo antígeno.

## Nota
1. ↑  El castellano, al igual que otros idiomas latinos, establece una distinción entre «inmunitario» (de la inmunidad o relacionado con ella)[1] e «inmune» (dotado de inmunidad contra una determinada enfermedad infecciosa),[2] a diferencia del inglés, que solo contempla immune para ambos conceptos; ergo respuesta inmune, si bien aparece en algunos textos, se considera anglicismo e impropio en castellano.